# Мухаммад Рахим
Мухаммад Рахим (узб. محمد رحیم / Muhammad Rahim; 1715—1758 годы, Бухара) — хан Бухарского ханства в 1756—1758 годах, основатель узбекской династии Мангытов, полководец. Регент и аталык — первый министр при последних аштарханидских ханах (1747—1756).
Третий сын влиятельного узбекского семейства, Мухаммад Рахим, хоть и не был потомком Чингисхана, но всё же смог путём ведения жёсткой политики, хорошей организации дел и создания боеспособного личного войска добиться признания своей власти, взойти на трон и даже принять титул хана. Основанная Мухаммад Рахим-ханом узбекская династия Мангытов являлась последней династией Бухарского государства и была свергнута лишь в 1920 году в ходе Бухарской операции по установлению Советской власти в Средней Азии. Бухарское ханство при Мухамад Рахим-хане было гораздо могущественнее, чем в первой половине XVIII века. Ему удалось добиться значительных успехов в объединении государства.

## Происхождение
Мухаммад Рахим родился в Бухарском ханстве в семье представителя узбекской аристократии из рода Мангыт Мухаммад Хаким-бия — сына Худаяр-бия. Он был третьим сыном в семье.
Начало усиления политического влияния представителей узбекской мангытской аристократии в Бухарском ханстве относится к началу XVII века. Но реальный рост их могущества произошёл в 1712 году после назначения Худаяр-бия на пост аталыка — первого министра при дворе Абулфейз-хана (1711—1747). С этого времени Мухаммад Хаким-бий был назначен поочерёдно на посты диванбеги (1712—1721) и аталыка (1721—1743).
Мухаммад Хаким-бию приписывалось сохранение государства от войны во время похода правителя Ирана Надир-шаха на Мавераннахр, когда он, будучи аталыком, пошёл на мирные переговоры с ним, чем усилил свою власть и получил безоговорочное влияние на Абулфейз-хана, при котором внутренние неурядицы в ханстве достигли наивысшего предела.

## Политика и военная деятельность

### Начало военной деятельности и приход к власти
В 1740 году Мухаммад Рахим присоединился к войску Надир-шаха. В том же году он переселился в Мешхед. В Персии он был назначен начальником и полномочным управителем переселённых сюда из Бухарского ханства около 12000 представителей узбекской знати и «наиболее строптивых» руководителей узбекских племён. Шахом ему было дозволено самостоятельно решать дела своих земляков-переселенцев.
В 1745 году Мухаммад Рахим в качестве аталыка вернулся на свою родину для подавления начавшихся восстаний в стране и вместе с войском шаха поселился недалеко от столицы в селении Газиабад, принадлежавшим его предкам. Ханом ему было пожаловано звание «эмира эмиров» (амир ул-умаро) и на высшие государственные должности были назначены его родственники и сторонники. Опираясь на них, Мухаммад Рахим упрочил своё положение в столице ханства и при помощи войск шаха усмирил мятежников в областях Мианкаль и Шахрисабз. Ему в относительно короткий срок удалось восстановить спокойствие во всём государстве, и спустя год шах поставил его во главе более крупного — 30-тысячного войска, в составе которого были кызылбаши, лезгины, турки-османы и пуштуны, а также артиллерия — 30 пушек.
В 1747 году, после смерти Надир-шаха и Абулфейз-хана, Мухаммад Рахиму удалось создать уже собственное сплочённое, боеспособное и лояльное войско, командный состав которого был подобран из преданных ему людей и в ещё большей степени, чем был его отец, стать полновластным распорядителем в ханстве. По свидетельству Н. Григорьева, Мухаммад Рахим добился самостоятельного управления государством и не позволял крупным феодалам вмешиваться в свои дела. Все местные источники подчёркивают центристскую политику Мухаммад Рахима. В период политического объединения государства важную роль при нём играли представители бухарского духовенства — шейх аль-исламы из джуйбарских шейхов.
В 1753 году Мухаммад Рахиму удалось занять бухарский престол, чему помогли активные выступления представителей ремесленников и торговцев, всегда в определённой степени поддерживавшие политику объединения государства и усиления верховной власти. Он основал новую и последнюю династию Бухарского эмирата, которая правила страной до Советизации Средней Азии (Туркестана).

### Коронация
Начиная со времени монгольского владычества, титул хана могли носить только Чингизиды, а все остальные государи в Средней Азии, какими бы могущественными они не были, не имели права носить его. Однако власть Мухаммада Рахима, жестко взявшим бразды правления во всём Туркестане, согласно источникам, была настолько сильна, что титул хана, он получил по-определению.
В 1747 году по приказанию Мухаммада Рахима был убит Абульфейз-хан и по его же инициативе, подчиняясь местной традиции, были возведены на престол подставные ханы Абдулмумин-хан (1747—1751), Убайдулла-хан III (1751—1754), Абулгази-хан (1754—1756), при которых Мухаммад Рахиму с поддержкой своих сановников, духовенства и купечества удалось подчинить непокорных областных правителей.
Вопрос о провозглашении ханом самого Мухаммад Рахима был поднят осенью 1756 года бухарским духовенством и 16 декабря того же года он официально вступил на престол. Этому предшествовала его женитьба на дочери Абулфейз-хана Юлдуз-бегим. При обряде возведения нового хана возвратились к обычаю, соблюдавшемуся при Шейбанидах (1500—1599): белый войлок, на котором сидел хан, был поднят при участии сейидов, казиев и ходжей, тогда как при Аштарханидах (1599—1756) в этом обряде принимали участие только беки четырёх глав узбекских родов. Во всех главных городах ханства с его именем были выбиты монеты с надписью «Мухаммад Рахим бахадур хан».
После его коронации на государственные должности им назначались представители всех крупных узбекских племён, при этом учитывались общая численность отданных в ханскую службу из этих племён и их заслуги перед троном. По данным современника, Мухаммад Рахим-хан старался подчинить своей власти все узбекские роды так, чтобы у них не оставалось никакой возможности сопротивляться центральному правительству. При нём почётное первое место по левую сторону от хана принадлежало накибам, первое место по правой стороне — шейх аль-исламу.

### Централизация власти
С целью централизации власти Мухаммад Рахим осуществил несколько походов на непокорные бекства Бухарского ханства, после смерти Абулфейз-хана: Мианкаль, Нурата, Ургут, Джизак, Ура-Тюбе, Худжанд, Ташкент, Шахрисабз, Байсун, Гиссар, Кабадиан.
Некоторые враждебные Мухаммад Рахиму племена и роды, например, етти уруг Мианкаля буркуты Нура, дурмены Кубадиана, кенегесы селения Сангфуруш Шахрисабза, ургутцы, горцы Хисар-и шадмана и другие были высланы из родных мест и расселены по разным территориям ханства. Таким образом они были лишены былого влияния и, отделённые от поддерживавших их народных масс, не представляли более угрозы для ханской власти. Особенно упорное сопротивление ему оказали кенагасы Шахрисабза.
Под властью Бухарского ханства при Мухаммад Рахим-хане находились Бухара, Самарканд, Мианкаль, Кермине, Карши, Хузар, Керки, Чарджоу, Шахрисабз. Но, Фергана и Ташкент оставались самостоятельными владениями.
Оценивая деятельность Мухаммад Рахим-хана можно сказать, что он смог добиться усиления центральной власти и некоторой политической стабилизации. Однако его недолгое правление не позволило в полной мере закрепить и развить достигнутые успехи.

#### Покорение непокорных бекств
В 1754 году, Мухаммад Рахим аталык и ферганский бий Ирдана-бий, на некоторое время выступая как равноправные союзники, совершали совместный поход на Ура-Тюбе, где на стороне уратюбинского бека выступал гиссарский бек — Мухаммад Амин, создавщий большие затруднения для бухарского войска. Позже союз был разрушен, вследствие интриг гиссарского бека, и были прекращены всякие дальнейшие сношения между Мухаммад Рахимом и Ирдана-бием. Бухарским войскам впоследствии все же удалось захватить Ура-Тюбе, что вынудило Мухаммад Амина и уратюбинского бека бежать в Гиссар. Это обстоятельство вызвало гнев бухарского аталыка, который позже направился за ними туда.
В течение 1756—1757 годы, Мухаммед Рахим-хан овладев Байсуном во время первого похода, затем занял крепость Денау, откуда и начал совершать свои набеги на Гиссар, пока не завоевал его окончательно. Гиссар, Мухаммад Рахим-ханом был покорён лишь со второй, а Шахрисабз с третьей попытки. С прекращением военных действий хан приказал всем жителям, переселившимся в Гиссар из Бухары, Самарканда и других центральных городов и районов ханства, возвратиться на свои прежние места. В результате этого мероприятия, несомненно, свидетельствующего о стремлении Мухаммад Рахима-хана восстановить нормальную жизнь в главнейших городах ханства, явилось переселение 20 тысяч семейств, что, разумеется, не могло не отразиться на общем оживлении городской жизни в центральных районах.

## Внешняя политика
В 1750-е годы в Бухару было направлено посольство Джунгарского ханства для рассмотрения вопроса о возникших трудностей у населения Нура и Сагарджа, которое было принято Мухаммад Рахимом аталыком, где удалось достигнуть соглашения между бухарским правительством и джунгарами.
Согласно Абдул-Карима Бухари, с Мухаммад Рахимом хорошие отношения поддерживал основатель Дурранийской империи Ахмад-шах Дуррани.
В 1757 году, во время смуты в Хорезме, враждовавшие между собой сановники обращались за помощью к бухарскому хану Мухаммад Рахиму и смуте был положен конец воцарением бухарского ставленника Тимур-гази-хана (1757—1762), после которого в 1763 году главенство над узбекскими родами перешло к всесильному инаку Мухаммад Амин-бию из узбекского рода кунграт.
По разрешению Мухаммад Рахима, в середине XVIII века небольшая часть каракалпаков из Кувандарьи переселилась на подвластную территорию Бухарского ханства, в долину реки Зеравшан.
В рассказе одного из бухарских историков отмечалось, что Мухаммад Рахим в 1758 году принимал послов из Хорезма, Балха, Бадахшана и Коканда, из чего можно заключить, что Кокандское ханство в это время рассматривался в качестве вполне самостоятельного-государства.

## Политика в области культуры
Мухаммад Рахимом аталыком в 1752 году были предприняты меры по восстановлению Самарканда и в 1753 году заново отстроена Даргомская плотина на Зеравшане, разрушившаяся в результате разных войн и по своей важности всегда составлявшая предмет забот правителей. Город с окрестностьями снова стал получать воду.
В. В. Бартольд отмечал, что «постройка городских стен Бухары в таком виде, как они существуют в настоящее время, приписывается Мухаммед Рахим-хану и относится к 1168/1754-55 г.». По сообщению О. Д. Чехович, о перестройке при Мухаммад Рахиме городской стены, разрушившейся «под ударами эпохи», новая стена была построена «в плотную к старой стене».
В Арке Мухаммад Рахим-ханом была возведена гостиница «Мехмонхона-и Рахимхони», в нём 30 саловотхонов являлись по каждым четвергам и совершали обряд поминовения предков династии, читали целиком весь Коран и соответствующие молитвы.
Н. Григорьев, живший в Бухаре в середине XVIII века, отмечал, что у бухарцев «шёлк, також хлопчатая бумага родится и хотя мануфактурная фабрика там только одна, собственная упомянутого Рахим-бека [первого бухарского хана из династии Мангыт], … в которой делают шёлковые парчи и бархат».
В числе известных историков эпохи Мухаммад Рахим-хана можно назвать Мухаммеда Вафа-и Керминеги, который в 1746 году по его поручению начал писать свой труд «Тухфа-и хани», иначе «Тарих-и Рахим-хани» («Рахимханская история») и довёл его до смерти хана.

### Духовный наставник
Духовным наставником Мухаммад Рахим-хана был Исхак ходжа — потомок Махдуми Азама, который помогал и ему, а после его преемнику Даниял-бию в переговорах с восставшими племенами. По мнению В.Бартольда, ни Мухаммад Рахим-хан, ни Даниял-бий не были ревнителями шариата, как последующие бухарские эмиры.

## Семья
У Мухаммад Рахима была одна дочь от первой жены. Сперва в 1747 году она была выдана замуж за Абдулмумин-хана, сына Абулфейз-хана.. Но спустя 4 года, после смерти Абдулмумин-хана он связал брачным союзом свою дочь Нарбута-бием, сыном своего брата — Бадал-бек-бия. От этого брака, в 1752 году родился единственный внук Мухаммад Рахима — Фазил-бий.
В 1753 году, Мухаммад Рахим взял в жёны дочь Абулфейз-хана и вдову Надир-шаха — Юлдуз-бегим, что предшествовало его коронацию и объявлению его ханом в 1756 году. От этого брака у него не было детей.

## Смерть
Мухаммад Рахим-хан умер, по данным историка Абдалазима Сами, 24-го марта 1758 года в возрасте 45 лет на пути с Гиждувана в Бухару и был похоронен за воротами Мазар на кладбище Абу Бакр Тархан в Бухаре. В советскую эпоху это кладбище было полностью разрушено. Уцелел лишь надгробный камень, хранящийся ныне в Бухарском государственном архитектурно-художественном музее-заповеднике.
Так как сыновей у Мухаммад Рахима не было, то после его смерти поочерёдно были провозглашёны ханами его малолетний внук от дочери Фазил-бий (1758) и аштарханид Абулгази-хан (1758—1785), а опекуном и аталыком при них стал дядя Рахим-хана Даниял-бий (1758—1785).
После известия о смерти Мухаммад Рахима в некоторых областях ханства начались волнения, которые вскоре были подавлены. Наиболее серьёзные из них произошли в Нураты и Гузаре, а также в бекствах вдоль Зерафшана, известные как мятеж «Семи племён» (Етти-уруг).